# Marina de Grècia
Marina de Grècia, duquessa de Kent (Atenes, Grècia 1906 - Londres, Regne Unit 1968). Princesa de Grècia i de Dinamarca i Duquessa de Kent (1934-1968).

## Orígens familiars
Nascuda a Atenes el 13 de desembre de 1906. Tercera filla del príncep Nicolau de Grècia i de la gran duquessa Helena de Rússia. Era neta del rei Jordi I de Grècia i de la gran duquessa Olga de Rússia per part de pare; i per part de mare del gran duc Vladimir de Rússia i de la princesa Maria de Mecklenburg-Schwerin. Era besneta del tsar Alexandre II de Rússia i del rei Cristià IX de Dinamarca.
Visqué la seva infantesa a Grècia, fins que el 1917 partí a l'exili amb la seva família a San Remo i París, on va viure amb serioses dificultats econòmiques.

## Núpcies i descendents
L'any 1934 es casà amb el príncep Jordi del Regne Unit i va tenir tres fills:
- SAR el príncep Eduard del Regne Unit, nascut l'any 1935 a Londres. Està casat amb Katherine Worsley.

- SAR la princesa Alexandra de Kent, nascuda a Londres el 1936. Es casà amb Sir August Ogilvy.

- SAR el príncep Miquel de Kent, nascut a Windsor el 1942. Està casat amb Maria Cristina von Rebnitz.

Arran del seu casament amb el duc de Kent, la princesa Marina esdevingué una de les dones més admirades al Regne Unit per la seva elegància i classe. Els retrats de Cecil Beaton il·lustrant una Marina altiva i seductora ajudaren a crear d'ella un mite a la cort de Londres.
El duc de Kent morí l'any 1942 en servei mentre pilotava un avió durant la Segona Guerra Mundial. La princesa Marina de Grècia va ser l'última princesa de naixement casada en el si de la família reial britànica.
La princesa Marina portà una important vida pública representant en nombroses ocasions la seva neboda la reina Elisabet II del Regne Unit en preses de possessions de presidents africans i en visites a països com Canadà o Mèxic. També restà vinculada al torneig de tennis de Wimbledon del qual era una seguidora.
La relació amb les seves cunyades la reina Elisabet Bowes-Lyon i la duquessa Alícia Montagu-Douglas-Scott no foren mai gaire bones, ella les anomenava "les petites escoceses del poble". La princesa Marina morí al Palau de Kensington l'any 1968.